# Hippospongia laxa
Hippospongia laxa är en svampdjursart som beskrevs av Lendenfeld 1889. Hippospongia laxa ingår i släktet Hippospongia och familjen Spongiidae.
Artens utbredningsområde är havet kring Madagaskar. Inga underarter finns listade i Catalogue of Life.